# Эпсилон Лиры
ε Лиры (Эпсилон Лиры, ε Lyr / ε Lyrae) — кратная звезда в созвездии Лиры. Состоит по крайней мере из четырёх компонентов и находится на расстоянии 162 световых лет (50 пк) от Солнца.
Это одна из самых хорошо изученных звёзд. Два её компонента видны даже в бинокль как две белые звезды, разделённые промежутком в 3,5 угловых минуты. Северный компонент обычно называют Эпсилон 1 (ε1), а южный компонент — Эпсилон 2 (ε²). Оба компонента, в свою очередь, состоят из двух звёзд и разрешаются в небольшой телескоп: угловое расстояние между подкомпонентами ε1 2,8 секунды, а для ε2 — 2,2″. Все четыре звезды по массе и спектральному классу похожи на Сириус:
| Компонент | Спектральный класс | Масса, солнечных | Звёздная величина |
| --------- | ------------------ | ---------------- | ----------------- |
| ε1 A      | A3                 | 1,9              | 5,1               |
| ε1 B      | A7                 | 1,5              | 6,0               |
| ε2 C      | A5                 | 1,9              | 5,1               |
| ε2 D      | A5                 | 1,8              | 5,4               |

Орбитальный период ε1 и ε² составляет около 244 тысяч лет. Звёзды системы ε1 имеют орбитальный период 1200 лет, у системы ε² — 720 лет.